# О’Коннор, Брайан Дэниел
Брайа́н Дэ́ниел О’Ко́ннор (англ. Bryan Daniel O'Connor; род. 1946) — астронавт НАСА. Совершил два космических полёта на шаттлах: STS-61B (1985, «Атлантис») и STS-40 (1991, «Колумбия»). Полковник Корпуса морской пехоты США.

## Личные данные и образование
Брайан О’Коннор родился 6 сентября 1946 года в городе Ориндж, Калифорния, но своим родным считает город «29-Палм» в том же штате, где в 1964 году окончил среднюю школу. В 1968 году в Военно-морской академии США получил степень бакалавра наук в области машиностроения (начальная авиационная подготовка). В 1970 году в Университете Западной Флориды получил степень магистра в области аэронавтики. В 1972 году окончил Аспирантуру ВМС США (по линии безопасности) в городе Монтерей, штат Калифорния и в 1976 году — Военно-морскую Школу лётчиков-испытателей, на авиабазе в городе Патаксенте, штат Мэриленд. У Брайана и его жены Сьюзи двое сыновей — Томас и Кевин. Семья О’Коннор любит туризм, подводное плавание, музыку и путешествия.

## До НАСА
О’Коннор поступил на действительную военную службу в Корпус морской пехоты (КМП) США в июне 1968 года после окончания Военно-морской академии США в Аннаполисе, Мэриленд. Он стал военно-морским лётчиком в июне 1970 года. Служил в качестве лётчика-истребителя на A-4 Skyhawk и AV-8A Harrier в различных частях Земного шара: в Соединённых Штатах, в Европе и западной части Тихого океана. В 1975 году О’Коннор поступил в Военно-морскую школу лётчиков и служил в качестве лётчика-испытателя на авиабазе в Патаксенте, штат Мэриленд. За эти 3,5 года участвовал в испытаниях различных типов самолётов, а также с укороченным и вертикальным взлётом и посадкой, в том числе A-4, OV-10, AV-8 и X-22. С июня 1977 по июнь 1979 был назначен старшим офицером в Проект ВВС, отвечающий за все лётные испытания самолёта Хариер, в его обязанности входили планирование, проведение испытаний, выдача рекомендаций и предварительная оценка всех первых прототипов «YAV-8B Harrier» для Первого военно-морского флота. Когда в 1980 году ему сообщили о приглашении в НАСА в качестве кандидата в астронавты, он служил в качестве заместителя руководителя Программы «Закупки AV-8» на Военно-морской базе в Вашингтоне, округ Колумбия. Имеет налёт более 5000 часов на более чем 40 типах самолётов.

## Подготовка к космическому полёту
О’Коннор был приглашен в НАСА в качестве кандидата в астронавты в мае 1980 года в составе девятого набора. Начал прохождение курса общекосмической подготовки (ОКП) с июля 1980 года в Космическом центре имени Джонсона в Хьюстоне, штат Техас. По её окончании в августе 1981 года получил квалификацию «пилот шаттла». После обучения, О’Коннор занимал различные должности по поддержке экипажей первых испытательных полётов на шаттлах, в том числе в качестве лётчика-испытателя при подготовке на тренажёрах экипажей STS-1 и STS-2. Курировал вопросы безопасности, сопровождал STS-3 при посадке, а также был в группе поддержки экипажа STS-4. Он был оператором связи при полётах c STS-5 до STS-9. Он также занимал должность Офицер безопасности полётов Корпуса астронавтов НАСА.
После катастрофы шаттла «Челленджер» и его экипажа в январе 1986 года, О’Коннор сделал ряд предложений по увеличению безопасности астронавтов и в течение последующих трёх лет после катастрофы контролировал выполнение этих заданий в качестве представителя космического агентства. В первые дни после аварии он сформулировал и контролировал выполнение комплекса работ по сбору обломков на мысе Канаверал. Тогда он создал и управлял работами в штаб-квартире NASA, занимался связью между НАСА и президентской «Комиссией Роджера» по расследованию катастрофы. В марте 1986 года он был назначен помощником руководителя программы «Космические челноки» (до февраля 1988 года), а также первым председателем новой группы по безопасности Космических полётов (до 1989 года). Впоследствии, с февраля 1988 до августа 1991 года, занимал должность заместителя директора по операциям лётных экипажей.

## Космические полёты
- Первый полёт — STS-61B[3], шаттл «Атлантис». C 27 ноября по 3 декабря 1985 года в качестве пилота. Во время миссии STS-61B было запущенно 4 коммуникационных спутника: Morelos-B (Мексика), Optus-A2 (Австралия), Satcom-K2 (США), OEX Target. Morelos-B и Optus-AUSSAT-2 были выведены на орбиты с помощью вспомогательных двигателей PAM-D, а для Satcom-K2 впервые была использована модификация PAM-D2 для вывода более тяжёлых спутников. Было проведено 2 эксперимента по сборке конструкций в космосе: конструкция, близкая по форме к «пирамиде» и по форме, близкой к «высокой башне». Продолжительность полёта составила 6 суток 21 час 6 минут[4].
- Второй полёт — STS-40[5], шаттл «Колумбия». C 5 по 14 июня 1991 года в качестве командира корабля. Основной целью миссии STS-40 были эксперименты с космической лабораторией Спейслэб (в основном в области биологии). Продолжительность полёта составила 9 суток 2 часа 15 минут[6].

Общая продолжительность полётов в космос — 15 суток 23 час 21 минуту.

## После полётов
О’Коннор покинул НАСА в августе 1991 года, чтобы стать командиром отряда морской авиации на авиабазе Патаксент-Ривер в штате Мэриленд. В течение 10 месяцев О’Коннор провёл 110 тест-полётов в качестве лётчика-испытателя AV-8B.
В 1992 году О’Коннор вернулся на работу в штаб-квартиру НАСА в Вашингтоне, стал заместителем помощника Администратора космических полётов. Ему была поставлена задача немедленно разработать Систему всеобъемлющей безопасности полётов, тесно сотрудничать с Конгрессом и Администрацией для финансирования основных программ модернизации. Затем, в конце лета 1992 года он был назначен руководителем переговорной команды, которая приехала в Москву, чтобы создать основу для амбициозной и сложной совместной пилотируемой космической программы, известной как Спейс шаттл/Мир. В марте 1993 года О’Коннор был назначен директором реорганизации космической станции. Он и его команда в 50 инженеров, менеджеров и международных партнёров разработали рекомендации и изменили стратегию, что привело к существенной экономии средств (около 300 млн долларов в год), тем самым помогая сохранить программу, не входя в финансовый конфликт с Конгрессом. В сентябре он был назначен исполняющим обязанности Директора программы по космической станции «Фридом». Он занимал этот пост в течение всего переходного периода от проекта станции «Фридом» к новой программе — Международной космической станции. В январе 1994 года был объявлен Директором Программы на постоянной основе.
В апреле 1994 года О’Коннор был назначен Директором Программы Спейс шаттл. В этом качестве он отвечал за все расходы программы — 3,5 млрд долларов в год и работу более 27 000 человек в правительстве и персонала у подрядчиков. К тому времени, когда он покинул НАСА в марте 1996 года, он управлял крупнейшей и наиболее заметной программой НАСА. Было произведено двенадцать успешных стартов, в том числе три первых полёта на русскую космическую станцию Мир. Он планировал и вёл обширную реструктуризацию программы, сохраняя налогоплательщикам примерно около 1 млрд долларов в течение пяти лет. Не менее важным был его вклад в увеличение безопасности полётов после катастрофы «Челленджера».
О’Коннор покинул НАСА в феврале 1996 года, чтобы стать консультантом в аэрокосмической области. Он также входил в состав консультативного совета по строительству больших дирижаблей в «Resources Corporation».

## Награды и премии
Награждён: Медаль «За космический полёт» (1985 и 1991) и многие другие.